# Skuhrov (ort i Tjeckien, Vysočina)
Skuhrov är en ort i Tjeckien.   Den ligger i regionen Vysočina, i den centrala delen av landet, 90 km sydost om huvudstaden Prag. Skuhrov ligger 504 meter över havet och antalet invånare är 257.
Terrängen runt Skuhrov är platt. Runt Skuhrov är det ganska tätbefolkat, med 172 invånare per kvadratkilometer. Närmaste större samhälle är Havlíčkův Brod, 9,2 km söder om Skuhrov. Omgivningarna runt Skuhrov är en mosaik av jordbruksmark och naturlig växtlighet.